# Hofsjökull

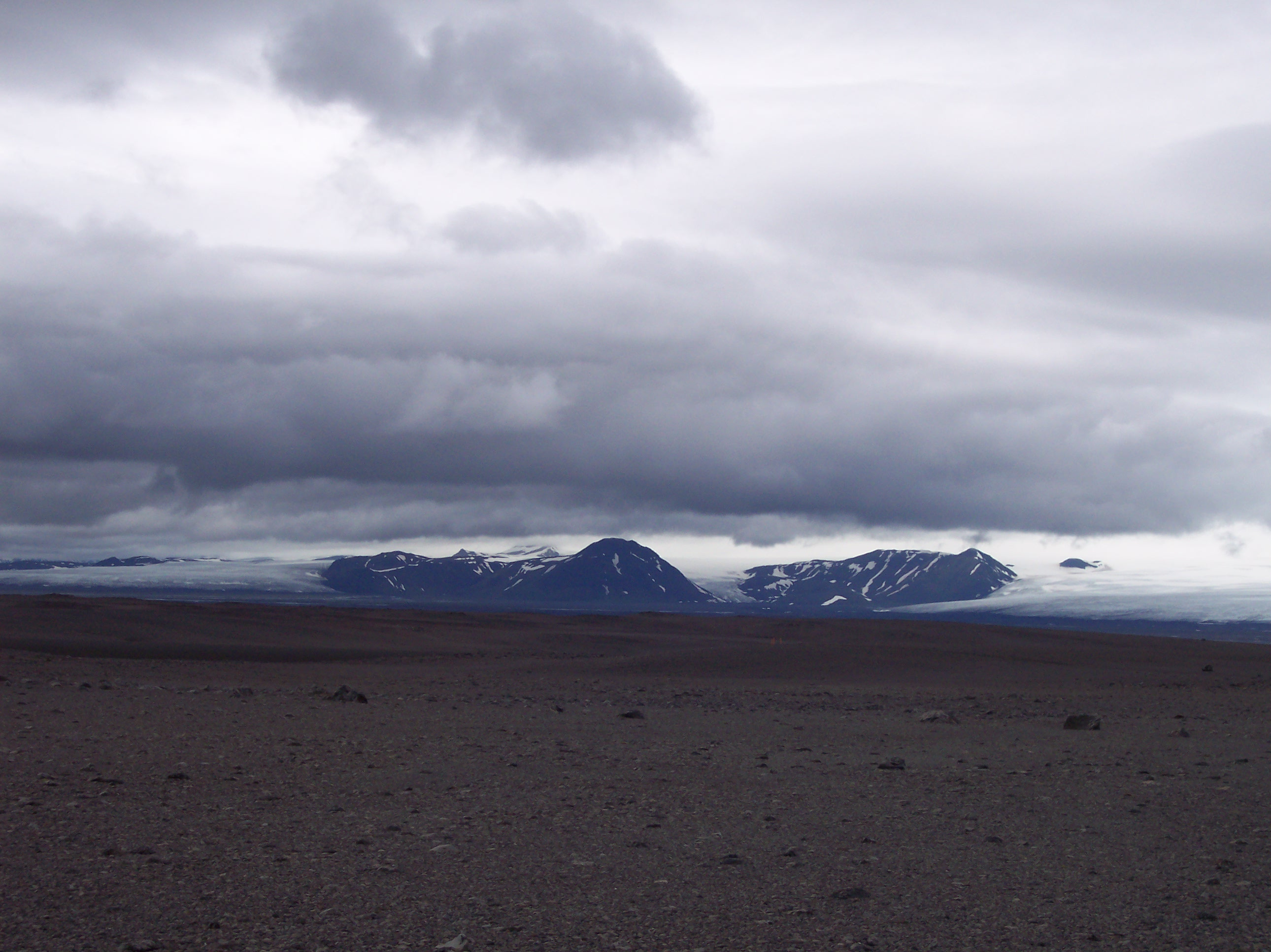
Hofsjökull

De Hofsjökull is met een oppervlakte van 925 km² de op twee na grootste gletsjer in IJsland na de Vatnajökull en de Langjökull. De hoogste top is 1765 meter hoog. De Hofsjökull ligt vrij centraal in het IJslandse binnenland, ten oosten van de Langjökull. Verscheidene rivieren ontstaan in de Hofsjökull waaronder de Þjórsá, De langste rivier van IJsland. Onder de gletsjer is er een caldera. Niet ver ten zuiden van de gletsjer ligt het Kerlingarfjöll gebergte waar je ook in de zomer kunt skiën (er is een skischool).

## Naamgeving
De naam van de gletsjer is afkomstig van de oude boerderij Hof die ongeveer 35 kilometer ten zuiden van Varmahlíð ligt. Deze boerderij is ten tijde van de kolonisatie door een zekere Eiríkur Hróaldsson gebouwd en bezat eens land tot ver in het binnenland. De Hofsjökull ligt ongeveer 50 kilometer ten zuiden van de boerderij.